# Xmas Steps
Az Xmas Steps a Mogwai egy, a No Education = No Future (Fuck the Curfew) albumon szereplő dala, melynek egy másik változata a Come On Die Young lemezen szereplő Christmas Steps.
1998-ban jelent meg a Brian Griffin által forgatott videóklip, amely a gőzkorban játszódik. A videót a Chiltern-dombon és a didcoti Great Western Preservation Societynél forgatták.

## Leírás
Az Xmas Steps hangszerei C-mollra hangoltak. A Christmas Steps ennek egy újrahangszerelt verziója, amely ugyan megtartotta az alapszerkezetet, viszont rövidebb, lassabb, valamint tisztább dinamikájú és jobb minőségű. Címét egy bristoli utca, a Christmas Steps (Karácsony lépcső) után kapta. Ez utóbbi szám felkerült az 1999-es Everything Is Nice: The Matador Records 10th Anniversary Anthology válogatásalbumra, ahol tévesen Xmas Stepsként szerepel.

### Változatok

#### Xmas Steps
A dal A-dúrral és C-mollal kezdődik, amely a 30. másodpercig tart. Ekkor egy második gitár is belép, amelyet 0:45-nél a hi-hat dobok egészítenek ki. 1:31-nél kezdődik a basszusgitár játéka. 1:46-tól 2:01-ig mindkét gitár ismételni kezd, majd az egyik egy eltérő szólamba kezd; 2:44-től pedig mindkettő erősödő dallamba kezd. 3:20-nál a dobok elhalkulnak, ezzel párhuzamosan pedig a gitárok gyorsulni kezdenek; ezt hét másodperccel később a basszusgitár egészíti ki, amely a ugyanazt a dallamot játssza, de eltérő ütemben. 4:20-ig a gitárok mind ütemben, mind hangerőben fokozatosan erősödnek, majd a dobok lépnek be, amiket a gitárok A-dúr, C-moll és 2. felfüggesztett C-moll akkordokra hangolt játéka kísér. 4:52-nél a gitárok hangzása hirtelen eltorzul, majd 5:21-től egy gitárszóló hallható. 5:46-tól kilenc másodpercen át C-mollban játszanak, majd újra a fő dallamot folytatják. 6:11-től a főszerepet a hegedű veszi át, amelyet a két gitár kísér. 7:54-től a dobok elnémulnak, a hegedű pedig rögtönzött dallamba kezd. 10:06-nál a szalag visszatekerése hallható, majd 10:46-nál a hegedű befejezi a játékot, nem sokkal később pedig a gitárok C-mollban folytatódó szólama is lassan elhalkul.

#### Christmas Steps
A 36. másodpercig tartó gitárjáték, valamint az utána hallható második szólam megegyezik az eredeti dalban szereplővel. 1:12-től az egyik gitár, 1:28-tól pedig a basszusgitár is kísérőszólamba kezd. 1:47-nél a másik gitár is csatlakozik ehhez. 2:04-2:57 között az egyik gitár új dallamba kezd, majd mindkettő visszatér az eredeti struktúrához. 3:14-nél a basszusgitár elhalkul, és a gitároké lesz a főszerep, de 3:47-től előbbi hangos, torzított játékba kezd. A hangszerek fokozatosan hangosodnak és gyorsulnak, 4:39-nél pedig a dobok belépésével párhuzamosan a gitárok A-dúr, C-moll és 2. felfüggesztett C-moll akkordokra váltanak. 5:14-nél a gitárok hangzása hirtelen eltorzul, majd 5:43-tól egy gitárszóló hallható. 6:10-től nyolc másodpercen át C-mollban játszanak, majd újra a fő dallamot folytatják. 6:29-nél kezdődik a Luke Sutherland által az Xmas Stepshez rögzített hegedűszóló, amely az eredetihez képest jóval lassabb és halkabb. 6:34-től a gitárok különböző szólamokat adnak elő, majd 7:10-től a dobok nem szerepelnek, a gitárok pedig fokozatosan lassulnak. 10:28-nál a hegedű befejezi a játékot, nem sokkal később pedig a gitárok C-mollban folytatódó szólama is lassan elhalkul.

### Szereplések
- White Light/Black Rain: The Destruction of Hiroshima and Nagasaki (Christmas Steps)

## Közreműködők

### Mogwai
- Stuart Braithwaite, John Cummings – gitár
- Dominic Aitchison – basszusgitár
- Martin Bulloch – dob
- Luke Sutherland – hegedű

### Gyártás
- Dave Fridmann – producer, keverés

## Fordítás
Ez a szócikk részben vagy egészben  a   Christmas Steps (composition) című angol Wikipédia-szócikk ezen változatának fordításán alapul.  Az eredeti cikk szerkesztőit annak laptörténete sorolja fel. Ez a jelzés csupán a megfogalmazás eredetét és a szerzői jogokat jelzi, nem szolgál a cikkben szereplő információk forrásmegjelöléseként.